# Mihai Tararache
Mihai Tararache [miχaʲ tararake] (* 25. Oktober 1977 in Bukarest) ist ein ehemaliger rumänischer Fußballspieler. Er bestritt insgesamt 341 Spiele in der rumänischen Liga 1, der Schweizer Super League und der deutschen Bundesliga. In den Jahren 2001, 2003 und 2006 gewann er die Schweizer Meisterschaft.

## Karriere
Der 1,80 m große Defensivspieler begann seine Profikarriere 1993 bei Gloria Bistrița, wechselte 1994 zu Dinamo Bukarest und im Juli 1998 zum Grasshopper Club Zürich. Seit Juli 2004 spielte er für den FC Zürich. Dort hatte er einen Vertrag bis Juni 2006. Aus diesem Vertrag wurde er im Januar 2006 vom deutschen Bundesligisten MSV Duisburg herausgekauft und spielte in der Folge bis zum Jahr 2011 an der Wedau. Die Ablösesumme betrug 500.000 €. Nach seinem Vertragsende beendete er seine aktive Laufbahn.

### Nationalmannschaft
Zwischen 2001 und 2005 hat Tararache vier Länderspiele für die rumänische Nationalmannschaft bestritten. Er wurde erstmals im August 2001 von Interimstrainer Gavril Balint ins Aufgebot für ein Freundschaftsspiel gegen Slowenien berufen, wo er in der 57. Minute für Dorinel Munteanu eingewechselt wurde. In den nachfolgenden Spielen gehörte zum Kader des neuen Nationaltrainers Gheorghe Hagi, kam jedoch nicht zum Einsatz. Nach mehr als zwei Jahren Unterbrechung wurde Tararache im Februar 2004 von Anghel Iordănescu für ein Turnier auf Zypern nominiert und im ersten Spiel gegen Georgien erneut eingewechselt. Es dauerte anschließend fast ein Jahr, ehe er im WM-Qualifikationsspiel gegen Armenien im November 2004 erstmals in der Startformation stand. Am 17. August 2005 bestritt er gegen Andorra sein letztes Länderspiel.

## Erfolge
- Rumänischer Pokalsieger: 1994
- Schweizer Meister: 2001, 2003, 2006
- Schweizer Pokalsieger: 2005
- Deutscher Pokal-Finalist: 2011